# Державний дорожній фонд
Державний дорожній фонд — цільовий фонд у складі спеціального фонду Державного бюджету України, який акумулює кошти на будівництво, реконструкцію, ремонт і утримання автомобільних доріг державного та місцевого значення.

## Потреба у створенні фонду
Внаслідок хронічного недофінансування дорожньої галузі в Україні 95 % автодоріг перебувають у неналежному транспортно-експлуатаційному стані, 40 % із них потребують повного відновлення.
Як пише директор ДП «Укрдорінвест» Олена Криворучко, державі завжди було складно освоювати десятки мільярдів гривень на рік на ремонт і будівництво доріг, виділених міжнародними фінансовими організаціями. Іноді підрядник міг здати перший відрізок робіт через кілька років із моменту надання доступу до кредитних ресурсів. За її підрахунками, при існуючій бюрократичній системі не можна було добитися кращого показника, ніж 8,8 % нормальних доріг. Більша частина грошей «Укравтодору» йшла на погашення раніше взятих зобов'язань, а підрядники не могли бути впевненими, що їм взагалі заплатять за роботи.
З 1 січня 2015 року було скасовано фінансування дорожньої галузі зі спеціального фонду Державного бюджету. Протягом наступних двох років неодноразово ініціювалося повернення до фінансування українських доріг за рахунок цільових джерел фінансування та створення окремого державного дорожнього фонду.
Врешті, 17 листопада 2016 року Верховною Радою були прийняті три закони:
- Про внесення змін до Закону України «Про джерела фінансування дорожнього господарства України» щодо удосконалення механізму фінансування дорожньої галузі[5];
- Про внесення змін до Бюджетного кодексу України щодо удосконалення механізму фінансового забезпечення дорожньої галузі[6];
- Про внесення змін до деяких законів України щодо реформування системи управління автомобільними дорогами загального користування[7].

Перший із цих законів визначав статус Дорожнього фонду як джерела фінансування дорожнього господарства України; другий — визначав його місце в бюджетному процесі; третій — децентралізував підпорядкування українських автошляхів і вніс нові вимоги до виконання ремонтно-будівельних робіт та експлуатації доріг. Завдяки останньому, місцева мережа доріг, яка нараховує близько 120 тисяч км доріг, перейшла у сферу управління місцевих органів влади, а в Укравтодорі залишиться близько 50 тисяч км. Саме голови обласних, районних та селищних рад вирішуватимуть, які дороги, хто і як ремонтуватиме. Фінансування буде виділятися з Дорожнього фонду.
20 грудня 2017 року Кабінет Гройсмана затвердив Порядок спрямування коштів державного дорожнього фонду.
Дорожній фонд повинен дати можливість прогнозувати фінансові надходження на рік, два або навіть п'ять років наперед. Підрядник повинен мати впевненість, що з ним розрахуються вчасно і в повному обсязі. А дорожники зможуть планувати ремонти в стратегічному аспекті на 5–10 років замість посезонного латання ям.

### 2018

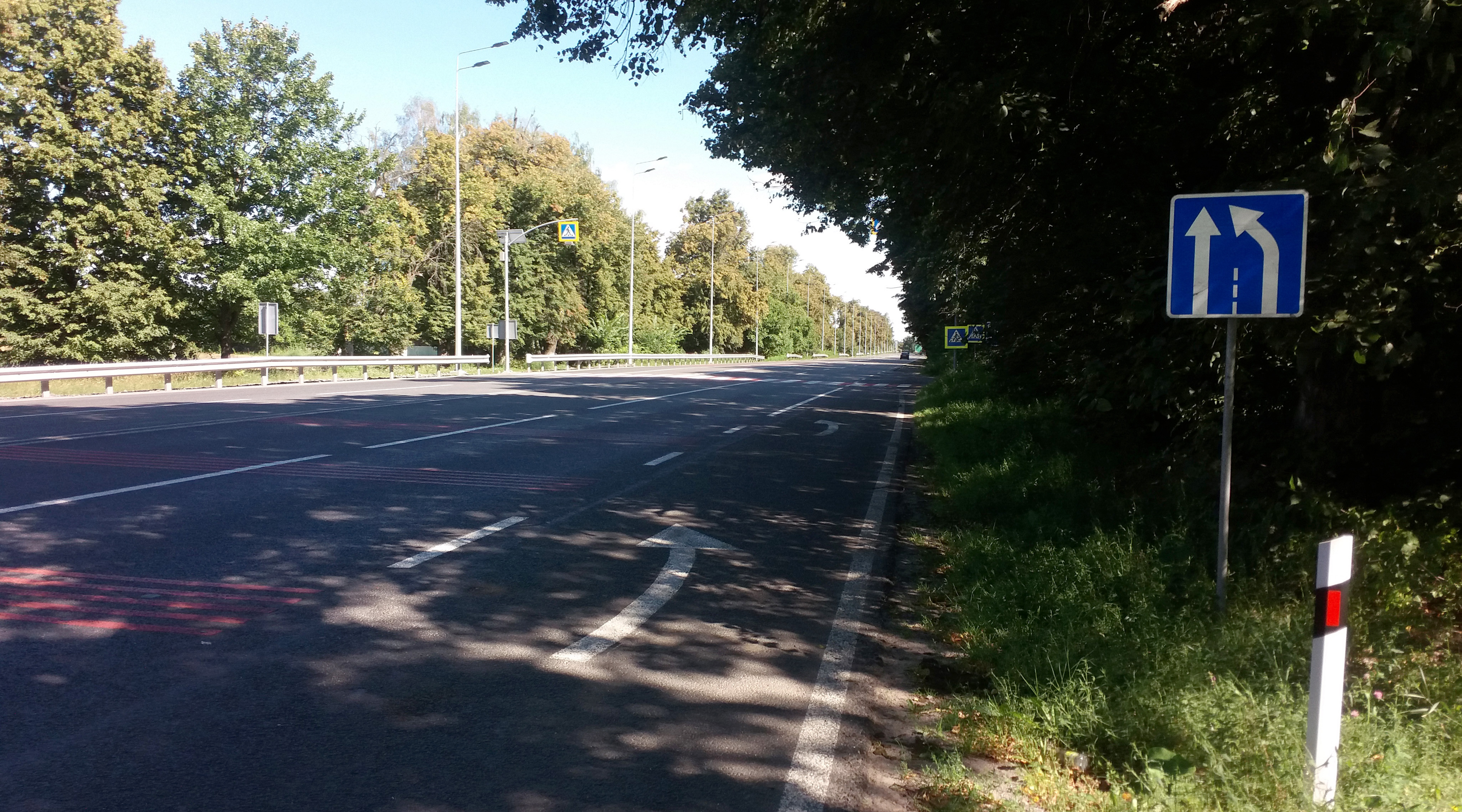
Дорожні роботи, проведені у 2018 році у Вінницькій області